# Xã Hayland, Quận Mille Lacs, Minnesota
Xã Hayland (tiếng Anh: Hayland Township) là một xã thuộc quận Mille Lacs, tiểu bang Minnesota, Hoa Kỳ. Năm 2010, dân số của xã này là 501 người.